# Adriana Correa
Adriana Correa (Manizales, 1969. február 24. –) kolumbiai női nemzetközi labdarúgó-játékvezető. Polgári foglalkozása titkárnő. Teljes neve Adriana Lucía Correa.

## Pályafutása

### Nemzeti játékvezetés
Játékvezetésből Manizalesben vizsgázott. Vizsgáját követően a Caldas megyei Labdarúgó-szövetség által üzemeltetett labdarúgó bajnokságokban kezdte sportszolgálatát. A Kolumbiai labdarúgó-szövetség Játékvezető Bizottságának (JB) minősítésével  1994-től a Categoría Primera A játékvezetője. Küldési gyakorlat szerint rendszeres 4. bírói, illetve alapvonalbírói szolgálatot is végzett. A nemzeti játékvezetéstől 2014-ben visszavonult.

### Nemzetközi játékvezetés
A Kolumbiai labdarúgó-szövetség JB terjesztette fel nemzetközi játékvezetőnek, a Nemzetközi Labdarúgó-szövetség (FIFA) 1999-től tartotta nyilván női bírói keretében. A FIFA JB központi nyelvei közül a spanyolt és az angolt beszéli. Több nemzetek közötti válogatott és klubmérkőzést vezetett, vagy működő társának 4. bíróként segített. A  nemzetközi játékvezetéstől 2014-ben a FIFA 45 éves korhatárát elérve búcsúzott.

#### Női labdarúgó-világbajnokság
A 2006-os U20-as női labdarúgó-világbajnokságon a FIFA JB bíróként alkalmazta. 
| Időpont          | Helyszín                        | Mérkőzés típusa              | Mérkőzés           | Eredmény |
| ---------------- | ------------------------------- | ---------------------------- | ------------------ | -------- |
| 2006. január 4.  | Estadio Sausalito, Viña del Mar | csoportmérkőzés (A. csoport) | Chile–Brazília     | 1 – 8    |
| 2006. január 10. | Estadio Sausalito, Viña del Mar | csoportmérkőzés (A. csoport) | Uruguay–Venezuela  | 2 – 2    |
| 2006. január 16. | Estadio Sausalito, Viña del Mar | döntő csoportmérkőzés        | Argentína–Paraguay | 4 – 0    |

---
A 2007-es női labdarúgó-világbajnokságon a FIFA JB játékvezetőként alkalmazta. Selejtező mérkőzéseket az COMNEBOL zónában vezetett. A világbajnokságon egy mérkőzésen 4. (tartalék) bíróként foglalkoztatták. Világbajnokságon vezetett mérkőzéseinek száma: 2.

##### Selejtező mérkőzés
| Időpont            | Helyszín                                  | Mérkőzés típusa              | Mérkőzés                                                             | Eredmény |
| ------------------ | ----------------------------------------- | ---------------------------- | -------------------------------------------------------------------- | -------- |
| 2006. november 11. | José María Minella Stadion, Mar del Plata | előselejtező (B. csoport)    | Paraguay–Brazília                                                    | 1 – 4    |
| 2006. november 19. | José María Minella Stadion, Mar del Plata | előselejtező (B. csoport)    | Paraguayi női labdarúgó-válogatott–Peru                              | 2 – 1    |
| 2006. november 22. | José María Minella Stadion, Mar del Plata | előselejtező (döntő csoport) | Brazil női labdarúgó-válogatott–Uruguay                              | 6 – 0    |
| 2006. november 26. | José María Minella Stadion, Mar del Plata | előselejtező (döntő csoport) | Uruguayi női labdarúgó-válogatott–Paraguayi női labdarúgó-válogatott | 3 – 2    |

###### Világbajnoki mérkőzés
| Időpont              | Helyszín                          | Mérkőzés típusa              | Mérkőzés          | Eredmény | Nézők száma |
| -------------------- | --------------------------------- | ---------------------------- | ----------------- | -------- | ----------- |
| 2007. szeptember 12. | Yellow Dragon Stadion, Hangcsou   | csoportmérkőzés (C. csoport) | Ghána–Ausztrália  | 1 – 4    | 25 952      |
| 2007. szeptember 17. | Zhejiang Dragon Stadion, Hangcsou | csoportmérkőzés (A. csoport) | Japán–Németország | 0 – 2    | 39 817      |

#### Női Copa América
A 2010-es dél-amerikai női labdarúgó-bajnokságon a COMNEBOL JB játékvezetőként foglalkoztatta.
| Időpont           | Helyszín                   | Mérkőzés típusa              | Mérkőzés         | Eredmény |
| ----------------- | -------------------------- | ---------------------------- | ---------------- | -------- |
| 2010. november 6. | Bellavista Stadion, Ambato | csoportmérkőzés (A. csoport) | Chile–Argentína  | 1 – 2    |
| 2010. november 6. | Bellavista Stadion, Ambato | csoportmérkőzés (A. csoport) | Bolívia– Ecuador | 3 – 4    |